# هیئه‌دا نو آره
هیئه‌دا نو آره (به ژاپنی: 稗田 阿礼 Hieda no Are); ۱ ژانویهٔ ۰۷۰۰ – ۱ ژانویهٔ ۰۸۰۰) تاریخ‌نگار، و رمان‌نویس بود. در درجه اول به دلیل نقش اصلی در جمع‌آوری متن ژاپنی کوجیکی شناخته می‌شود.